# Érico VI da Suécia
Érico VI (c. 945 - c. 995) – conhecido como Érico, o Vitorioso ou pelo seu nome sueco Erik Segersäll – foi rei da Suécia entre c. 970 e c. 995, assim como possivelmente de uma parte da Dinamarca, por volta de 992-993.

É o primeiro rei da Suécia sobre o qual temos fontes comprovando a sua existência real, apesar de essas fontes serem por vezes contraditórias e nem sempre fiáveis.    

Érico é considerado por alguns historiadores como o primeiro rei da Suécia, dado ter sido possivelmente o primeiro monarca a ter reinado não só sobre a Svealand, mas também sobre a Gotalândia (Götaland), isto é, o núcleo inicial do Reino da Suécia – então uma federação informal de regiões autónomas. 

 
Entre outras coisas, é-lhe atribuída a fundação da cidade viquingue de Sigtuna em 970.

                                                               
Outros historiadores põem em questão se Érico realmente pode ser qualificado como primeiro rei daquele país, já que foi o seu filho Olavo, o Tesoureiro (Olof skötkonung) o primeiro governante comum, historicamente comprovado, da Svealand e da Gotalândia (Götaland). 

Érico recebeu posteriormente o número régio de VI - Érico VI, uma invenção moderna de Johannes Magnus na sua obra fantasiosa História de todos os reis dos gautas e dos suíones (do século XVI), baseada em uma contagem para trás a partir de Érico XIV, que adotou seu numeral de acordo com a história fictícia da Suécia. Não se sabe se ao certo houve monarcas suecos anteriores com o nome de Érico, com alguns historiadores defendendo que existiram vários Éricos antes de Érico VI.

## Biografia
Segundo as fontes que tratam sobre seu reinado - sagas islandesas, crônica de Adão de Brema e Feitos dos Danos - Érico foi coroado pelo ano de 970 quando ainda governava com seu irmão Olavo II. Em aproximadamente 975, Olavo morreu e Érico passou a governar sozinho.
Segundo as sagas, Olavo teria tido um filho, Estirbiorno, o Forte, que provavelmente era um chefe tribal de Escânia e que ambicionou o trono de seu pai logo após a morte deste.                                            Érico se negou a reconhecer os direitos de Estirbiorno e este se aliou aos viquingues de Jomsburgo, mercenários que habitavam a ilha de Wolin, com os quais dirigiu uma campanha a Uppland para enfrentar Érico.              No ano de 985, os exércitos de Érico e Estirbiorno se enfrentaram na região de Uppsala, na lendária Batalha dos Campos do Firis (batalha de Fýrisvellir) que terminou com a vitória de Érico. A partir dessa batalha, Érico ficou conhecido como ‘O vitorioso’.

Érico também havia expulsado o rei Sueno Barba-Bifurcada da Dinamarca em 991, e governado esse reino  depois de ter mandado tropas para terras dinamarquesas e tirado o apoio dos dinamarqueses a Estirbiorno. Governou por muito pouco tempo a Dinamarca, pois uma enfermidade obrigou-o a voltar para Upsália. Durante a sua estadia na Dinamarca, teria aderido ao cristianismo e sido batizado, para agradar aos dinamarqueses, tendo porém mais tarde voltado à religião pagã nórdica. Faleceu em 995 em Velha Upsália, sendo sucedido por seu filho menor de idade, Olavo, o Tesoureiro "o Tesoureiro".
Não se sabe se Érico foi casado uma ou duas vezes. Fontes diferentes atribuem-lhe esposas diferentes -  uma mulher nobre da Västergötland, chamada Sigride, uma princesa polaca, chamada Swiatoslawa e uma norueguesa chamada Aud Håkansdotter.

## Relações familiares
Foi filho de Biorno III da Suécia , e o 2.º marido de Sigride, a Orgulhosa (anteriormente casada com Sueno I da Dinamarca), filha de Miecislau I (962 – 992), de quem teve:
1. Olavo, o Tesoureiro  (960 — c. 1022)[23] casou-se com Astride dos Obotritas, princesa "dos Obotritas[24][25]" (uma tribo eslava ocidental). Diz-se também que tinha uma amante, chamada Edla